# Eric Stonestreet
Eric Allen Stonestreet, född 9 september 1971 i Kansas City, Kansas, USA, är en amerikansk skådespelare. Stonestreet har en huvudroll i komediserien Modern Family, vilken han vunnit två Emmy Awards för.

## Filmografi

### Filmer
| År   | Titel               | Roll                  | Notering                  |
| ---- | ------------------- | --------------------- | ------------------------- |
| 2000 | Almost Famous       | Sheldon               |                           |
| 2003 | F.A.T.              | Ranger                |                           |
| 2003 | Girls Will Be Girls | Dr. Benson            |                           |
| 2003 | Street of Pain      | Floyd                 |                           |
| 2004 | Straight-Jacket     | Jobborganiserare      |                           |
| 2004 | Knuckle Sandwich    | Bill                  |                           |
| 2005 | Saddam 17           | Butiksbiträde         |                           |
| 2005 | The Island          | Lastbilschauffören Ed |                           |
| 2006 | 13 Graves           | Andrew Schoch         |                           |
| 2007 | The Drifter         | Leverans              |                           |
| 2007 | Stories USA         | Floyd                 | Segment: "Street of Pain" |
| 2008 | Ninja Cheerleaders  | Beergut               |                           |
| 2008 | American Crude      | Phil                  |                           |
| 2009 | This Might Hurt     | Brad Maynard          |                           |
| 2010 | Father vs. Son      | Doug                  |                           |
| 2011 | Bad Teacher         | Kirk                  |                           |
| 2013 | Identity Thief      | Big Chuck             |                           |
| 2014 | The Loft            | Marty Landry          |                           |

### TV-serier
| År        | Titel                               | Roll                        | Notering |
| --------- | ----------------------------------- | --------------------------- | --- |
| 1999      | Dharma & Greg                       | Chester                     | 1 episod ("See Dharma Run") |
| 2000      | I've Got a Secret                   | Sig själv                   | 1 episod |
| 2000      | Malcolm - Ett geni i familjen       | Phil                        | 1 episod ("Malcolm Babysits") |
| 2000      | Ensamma hemma                       | Irv                         | 2 episoder ("All's Well..." & "...That Ends Well") |
| 2000      | Spin City                           | Tandläkaren                 | 1 episod ("Smile") |
| 2000      | Cityakuten                          | Willie                      | 1 episod ("Mars Attacks") |
| 2001      | Vita huset                          | Personal                    | 1 episod ("Bad Moon Rising") |
| 2002      | Greg the Bunny                      | Wilson (onämnd)             | 1 episod ("Welcome to Sweetknuckle Junction") |
| 2002      | Providence                          | Ted Stout                   | 1 episod ("Eye of the Storm") |
| 2001–05   | CSI: Crime Scene Investigation      | Ronnie Litre                | 13 episoder |
| 2005      | Close to Home                       | Säkerhetsvakt Andrew Morgan | 1 episod ("Under Threat") |
| 2007      | Crossing Jordan                     | Steve Anderman              | 1 episod ("D.O.A.") |
| 2007      | Bones                               | Polis i D.C.                | 2 episoder ("Stargazer in a Puddle" & "The Boneless Bride in the River") |
| 2007      | On the Lot                          | Skådespelare                | 2 episoder ("Auditions #1" & "Auditions #2") |
| 2007      | American Dad!                       |                             | 1 episod ("Dope & Faith"), röst |
| 2008      | The Mentalist                       | Malcom Boatwright           | 1 episod ("Red Hair and Silver Tape") |
| 2008      | Pushing Daisies                     | Leo Burns                   | 1 episod ("Comfort Food") |
| 2008      | NCIS                                | Harvey Ames                 | 1 episod ("Silent Night") |
| 2009      | Monk                                | Boom Boom                   | 1 episod ("Mr. Monk and the UFO") |
| 2009      | Nip/Tuck                            | Wesley Clovis               | 1 episod ("Wesley Clovis") |
| 2009      | Dancing Stars                       | Sig själv                   | Gästframträdande |
| 2009–2020 | Modern Family                       | Cameron Tucker              | Huvudroll Primetime Emmy Award för bästa manliga biroll i komedi (2010, 2012) Screen Actors Guild Award för bästa ensemble i komediserie (2011–2013) Nominerad – Critics' Choice Television Award för bästa manliga biroll i komediserie (2011) Nominerad – Golden Globe Award för bästa manliga biroll - TV-serie (2011–2013) Nominerad – Primetime Emmy Award för bästa manliga biroll i komedi (2011) Nominerad – Screen Actors Guild Award för bästa ensemble i komediserie (2010) Nominerad – Screen Actors Guild Award för bästa manliga skådespelare i komediserie (2012–2013) Nominerad – TCA Award för bästa prestation i komedi (2010) |
| 2010      | Good News Week                      | Sig själv                   | 1 episod ("8.37") |
| 2010      | Project Runway                      | Gästdomare                  | |
| 2011      | American Horror Story: Murder House | Derek                       | 1 episod ("Piggy Piggy") |
| 2013      | Sofia the First                     | Minimus den flygande hästen | 4 episoder ("Just One of the Princes", "The Shy Princess", "Finding Clover", "Princess Butterfly") |